# ربوزهي
ربوزهي (بالفارسية: ربوزهی) هي قرية تقع في قسم باهوكلات الريفي (مقاطعة تشابهار) في إيران. يقدر عدد سكانها بـ 260 نسمة بحسب إحصاء 2016.